# Montcornet Military Cemetery
Le cimetière « Montcornet Military Cemetery »  est un cimetière militaire de la Première et de la Seconde Guerre mondiale situé sur le territoire de la commune de Montcornet, Aisne.

## Localisation
Ce cimetière est situé Rue de la Verte-Vallée au sud de la commune. Implanté à l'origine à l'extérieur du village, ce cimetière, du fait de l'urbanisation, est entouré de maisons individuelles.

## Historique
Occupé par l'armée allemande dès septembre 1914, le secteur est resté loin des combats durant toute la guerre. En 1918, un hôpital allemand était implanté à Montcornet. Ce cimetière militaire contient les tombes de soldats britanniques qui ont été à l'origine enterrés avec des morts français, russes et allemands dans un site attenant au cimetière. Après l'armistice, les autorités britanniques ont créé ce cimetière en regroupant les corps de soldats du Commonwealth décédés dans les environs, le plus souvent des suites de leurs blessures. En 1945, les corps de 19 aviateurs tombés au cours de la guerre 39-45 y ont été regroupés.

## Caractéristiques
Le cimetière couvre une superficie de 700 mètres carrés et est entouré de trois côtés par un muret en moellons. Il est situé Rue de la Verte Vallée à une centaine de mètres du cimetière communal. 

Il comporte les corps de 119 soldats tombés lors de la Première Guerre Mondiale et ceux de 19 aviateurs décédés au cours de la Seconde Guerre Mondiale.

## Galerie

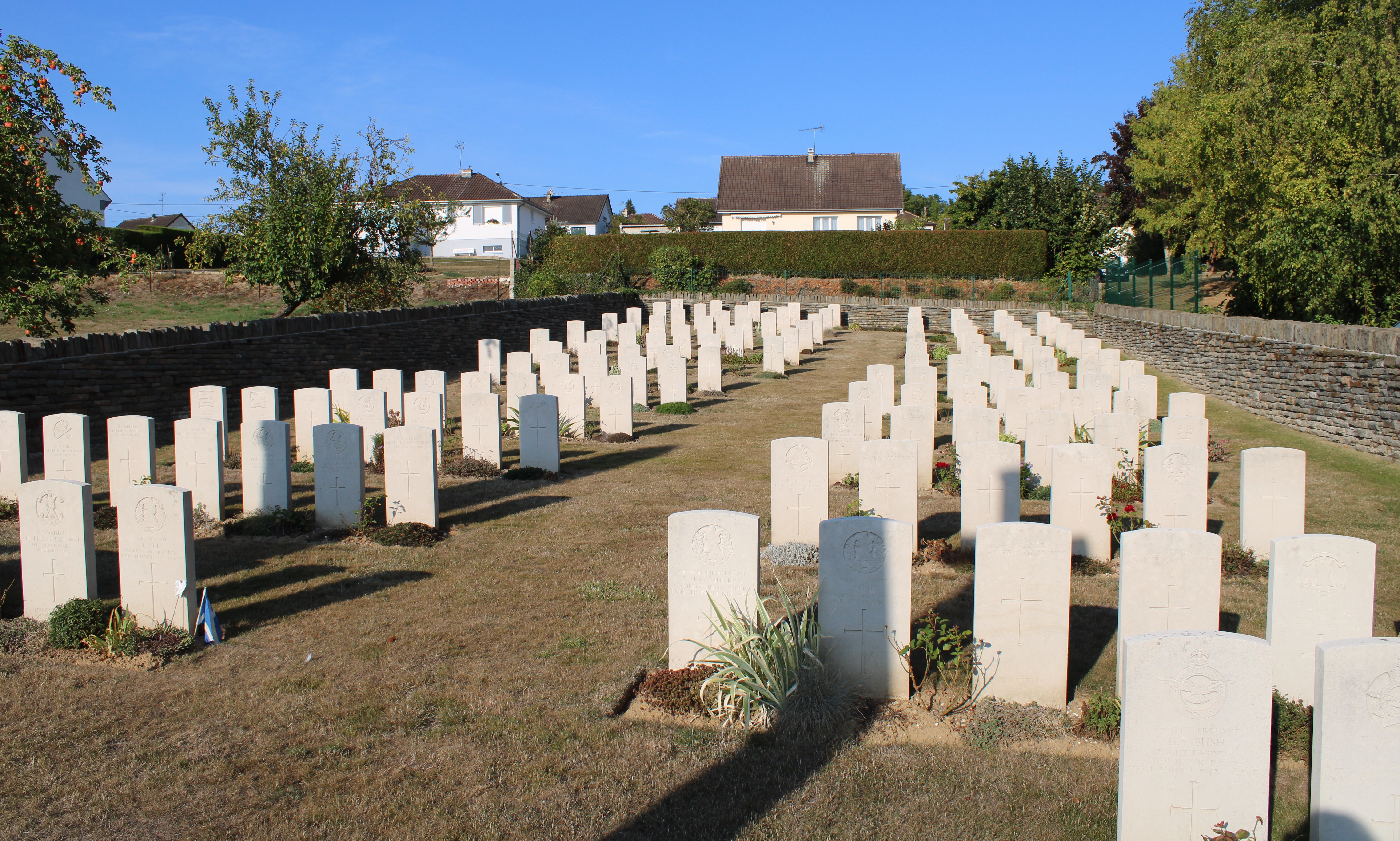
Vue globale du cimetière autour duquel ont été construites des habitations.
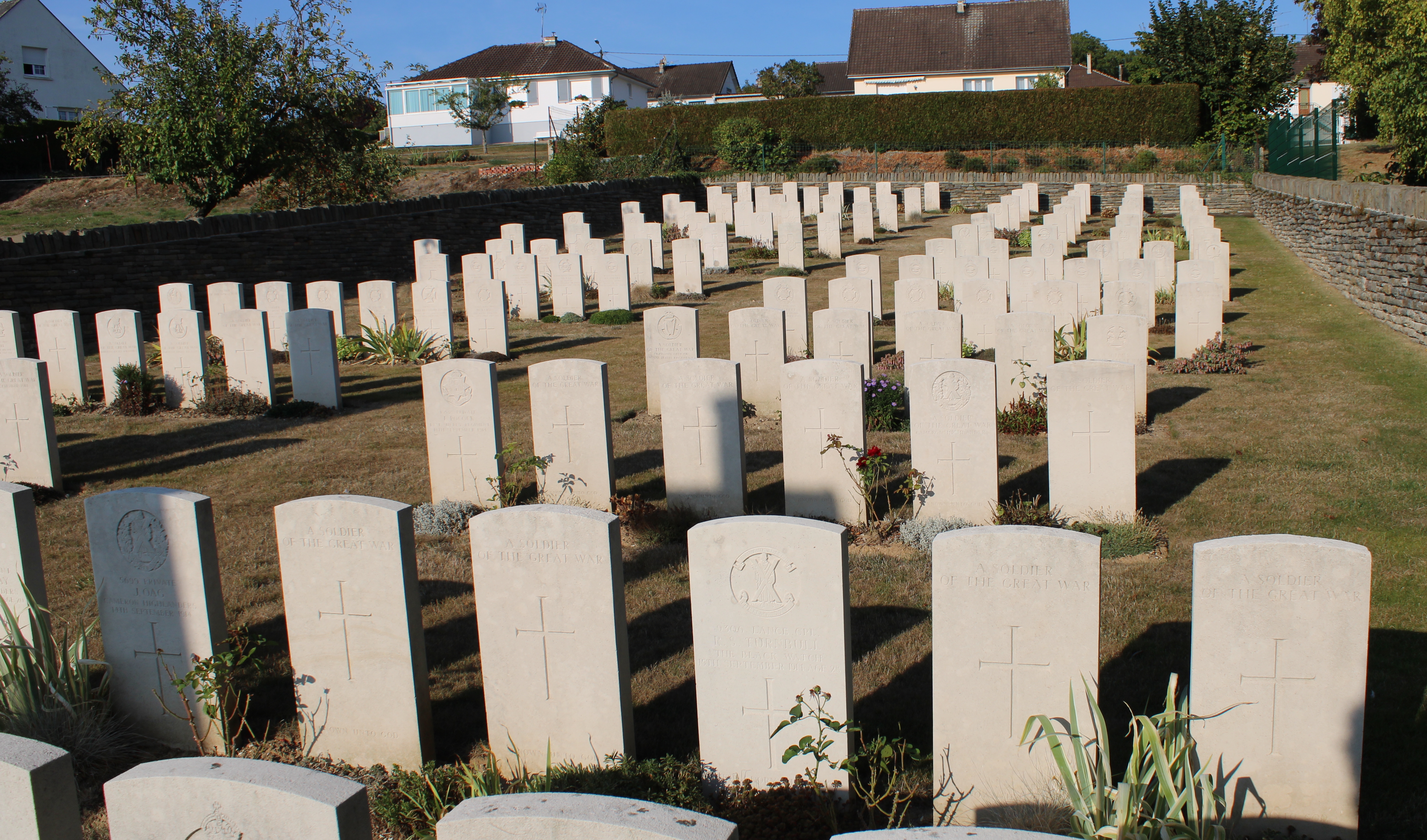
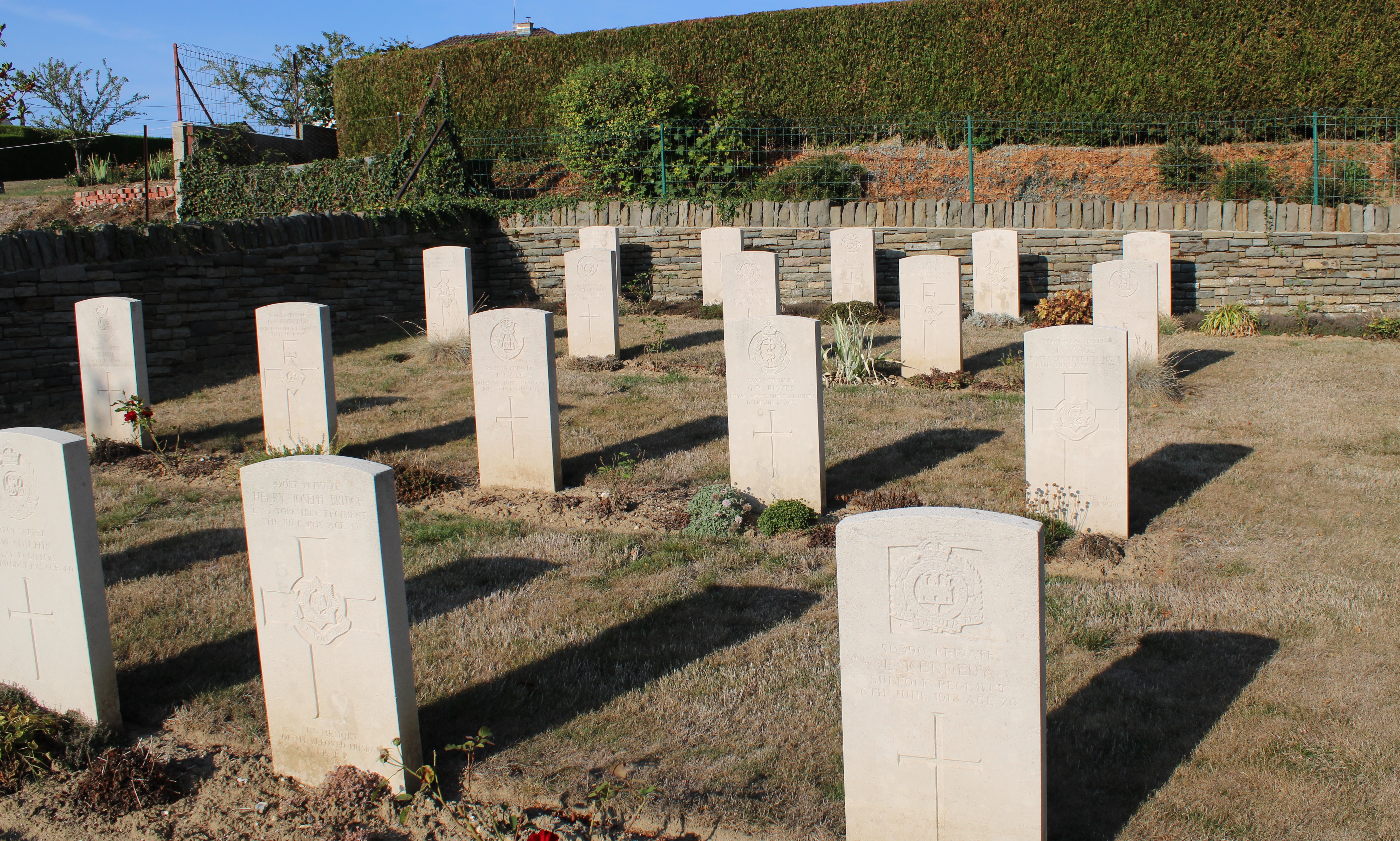
Tombes de soldats britanniques tombés dans les derniers mois de la guerre 14-18
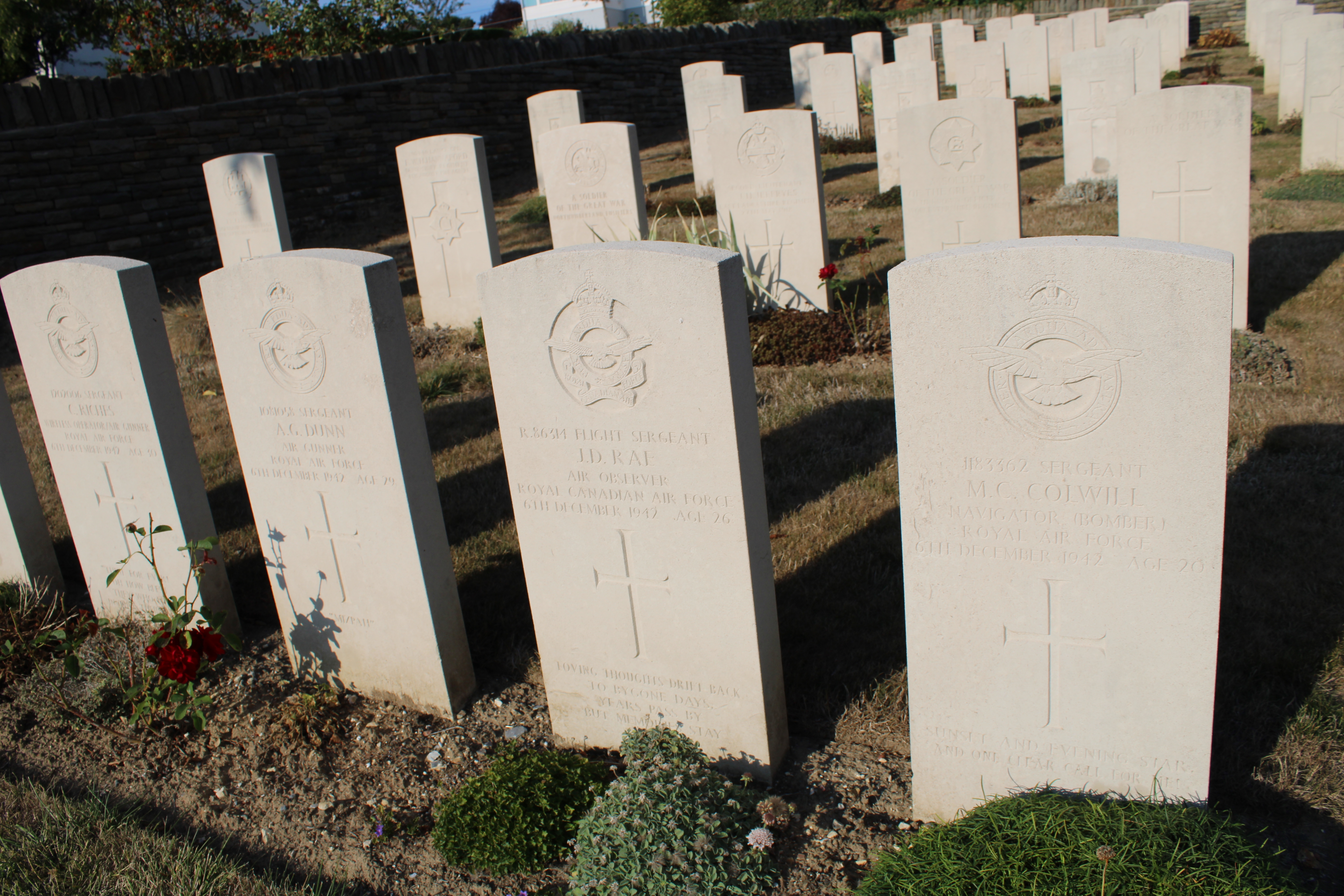
Tombes d'aviateurs de la RAF et de la Royale Canadian Air Force tombés le 3 décembre 1942

## Sépultures
| Pays             | Tombes |
| ---------------- | ------ |
| Royaume-Uni      | 133    |
| Canada           | 5      |
| Nouvelle-Zélande | 1      |
| Total            | 139    |